# Anatoli Isaakowitsch Lurie
Anatoli Isaakowitsch Lurie, russisch Анатолий Исаакович Лурье, englisch Anatoliy Isakovich Lure, (* 19. Juni 1901 in Mogilew; † 12. Februar 1980 in Leningrad) war ein sowjetischer Ingenieurwissenschaftler (Mechanik, Elastizitätstheorie) und angewandter Mathematiker.

## Leben
Lurie studierte am Polytechnikum in Leningrad (Fakultät für Physik und Mechanik) und wurde dort 1925 Assistent am Lehrstuhl für Theoretische Mechanik, den er 1936 bis 1941 innehatte. 1939 erhielt er den Doktorgrad, obwohl er formal nie promovierte. Nach dem Ende der Belagerung von Leningrad kehrte er als Professor für Dynamik und Maschinenbau zurück (später auf den Lehrstuhl für Mechanik und Kontrollprozesse), den er von 1944 bis 1977 hatte. Er beriet auch in der Industrie.
Er befasste sich mit räumlichen Problemen der Elastizitätstheorie und nichtlinearer Kontrolltheorie.
1960 wurde er korrespondierendes Mitglied der Sowjetischen Akademie der Wissenschaften.

## Schriften
- Statik dünnwandiger elastischer Schalen (russisch). Moskau / Leningrad 1947
- Räumliche Probleme der Elastizitätstheorie. Akademie Verlag, Berlin (DDR) 1963 (russisches Original 1955, englische Übersetzung Interscience 1964)
- Nonlinear Theory of Elasticity. North-Holland, 1990
- Analytical Mechanics. Springer, 2002 (russisch 1961)
- Theory of Elasticity. Springer, 2005 (russisch 1970)